# Köves István (labdarúgó)
Köves István (? – ?) magyar labdarúgó.

## Sikerei, díjai
- Ferencvárosi TC:
  - Magyar labdarúgó-bajnokság ezüstérmes: 1917–18, 1918–19
  - Magyar labdarúgó-bajnokság bronzérmes: 1919–20